# Indynawir
Indynawir – inhibitor proteazy ludzkiego wirusa niedoboru odporności, analog peptydowy. Lek pozwala zwiększyć liczbę komórek CD4, odgrywających ważną rolę w utrzymaniu sprawności układu odpornościowego.

## Farmakokinetyka
Lek dobrze wchłania się z przewodu pokarmowego, w około 60% wiąże się z białkami osocza. Metabolizm indynawiru zachodzi w wątrobie. Biologiczny okres półtrwania wynosi 1,5–2 godzin.

## Wskazania
- zakażenia wywołane wirusem HIV-1 w skojarzeniu z innymi lekami przeciwretrowirusowymi

## Przeciwwskazania
- nadwrażliwość na lek

Leku nie należy stosować u dzieci.

## Działania niepożądane
- bóle brzucha
- nudności
- wymioty
- biegunka
- bóle i zawroty głowy
- zmęczenie i osłabienie
- zaburzenia smaku
- skórne reakcje alergiczne
- suchość skóry
- bóle mięśni
- bolesne oddawanie moczu

## Preparaty
- Crixivan 400 – kapsułki 0,4 g

## Dawkowanie
Doustnie. Lek należy przyjmować zgodnie z zaleceniami lekarza. Dawka dobowa wynosi 2,4 g.